# Áureo Patricio Bonilla Bonilla
Dom Frei Áureo Patricio Bonilla Bonilla O.F.M. (Riobamba, 15 de maio de 1968) é prelado equatoriano da Igreja Católica Romana afiliado à Ordem dos Frades Menores. Desde 2013, está à frente do Vicariato Apostólico de Galápagos.

## Biografia
Dom Áureo nasceu em 15 de maio de 1968 em Riobamba, Equador. Depois dos ensinos fundamental e médio, obteve o Bacharelado no Instituto Técnico "Carlos Cisneros" de Riobamba. Aos 18 anos entrou para a Ordem dos Frades Menores em Quito. Fez o noviciado em Riobamba e emitiu a profissão temporária em 27 de agosto de 1988. Completou os estudos de Teologia no Centro de Estudos Franciscanos de Jerusalém, onde, em 10 de outubro de 1993, emitiu a profissão solene. Foi ordenado sacerdote em 20 de junho de 1996.
Depois da ordenação sacerdotal, desempenhou os seguintes cargos: 1996-1997: Mestre de Postulantes em Otavalo, Equador; 1997-2000: Mestre de Postulantes em Azogues, Equador; 2000-2004: Estudos para o Doutorado em Direito Canônico em Roma, no Antonianum; 2004-2007: Vice-Mestre dos professos temporários em Quito; 2004-2009: Diretor Administrativo da Faculdade de Filosofia e Teologia "Cardenal Echeverría" em Quito; 2005-2007: Presidente dos Institutos e dos Centros de Estudos Teológicos da América Latina; 2006-2009: Definidor Provincial; 2006-2009: Secretário para a Formação em nível Provincial; 2007-2009: Secretário para a Formação na Conferência Franciscana Bolivariana; 2006-2007: Defensor do Vínculo no Tribunal Nacional de Apelação da Conferência Episcopal Equatoriana; desde 2009: Vigário Provincial; Jurista da Província Franciscana e Presidente da Comissão Jurídica da Ordem Franciscano; Animador da Formação permanente; Membro do Conselho Governamental dos Bens da Província Franciscana; Decano da Faculdade de Filosofia e Teologia e professor de Direito Canônico; Juiz do Tribunal Nacional de Apelação e Consultor para a Vida Consagrada na Comissão Episcopal dos Ministérios e da Vida Consagrada da C.E.E.; Membro do Tribunal da Arquidiocese de Quito.
O Papa Francisco nomeou-o vigário apostólico de Galápagos e bispo titular de Bida em 29 de outubro de 2013. Sua consagração episcopal se deu em 7 de dezembro seguinte, primeiras vésperas da Solenidade da Imaculada Conceição de Maria, na Igreja Catedral de Galápagos, por imposição das mãos de Dom Giacomo Guido Ottonello, núncio apostólico no Equador, auxiliado por Dom Fausto Gabriel Trávez Trávez, arcebispo de Quito, e Dom Manuel Antonio Valarezo Luzuriaga, vigário emérito de Galápagos, ambos também da Ordem Franciscana.